# ドナルドのゴルフ日記
『ドナルドのゴルフ日記』（ドナルドのゴルフにっき、原題：Donald's Off Day）は、ウォルト・ディズニー・プロダクション（現：ウォルト・ディズニー・カンパニー）が製作した1944年12月8日公開のアニメーション短編映画作品。ドナルドダック・シリーズの第54作である。「ドナルドのゴルフデー」という作品とは違う。

## あらすじ
休日の朝は雲一つ無い絶好の日和なので、意気揚々とゴルフの支度をするドナルド。しかし、天気の気まぐれで雨が降った為に機嫌を損ね、甥たちに八つ当たりをする。気晴らしにラジオを聴いてみると健康問題の番組が流れていた。偶然と甥たちのいたずらで自分が病気だと思い込んだドナルドはすっかり気落ちしてしまう。そんなドナルドに甥たちはさらにいたずらを仕掛け追い打ちをかける。しかし調子に乗りすぎて企みが露見してドナルドは激怒、あわや仕置きを受けるかと思った時、再び天気が晴れた。喜んでドナルドはゴルフに出かけるが、彼が出かけた途端天気は急降下、ドナルドは哀れ雷に打たれ満身創痍となるのであった。

## スタッフ
- 製作：ウォルト・ディズニー
- 監督：ジャック・ハンナ
- 脚本：ビル・バーグ、ディック・シャウ
- 音楽：ポール・J・スミス
- 美術：エール・グレイシー
- 背景：テルマ・ウィットマー
- 原画：ジャッジ・ウィテッカー、アート・スコット、ハーヴェイ・トゥームズ、ジョン・リード

## キャスト
| キャラクター   | 原語版        | 旧吹き替え版        | 新吹き替え版 |
| -------------- | ------------- | ------------------- | ------------ |
| Buaisona Ahiru | Biru Tonpuson | 関時男              | 山寺宏一     |
| ヒューイ       | Biru Tonpuson | 土井美加            | 坂本千夏     |
| デューイ       | Biru Tonpuson | 後藤真寿美          | 坂本千夏     |
| ルーイ         | Biru Tonpuson | 下川久美子          | 坂本千夏     |
| Kame           | ?             | Furanku ri Gurahamu | ?            |
| Usagi          | -             | Biru Tonpuson       | -            |

## 日本での公開

### 収録
- 『ドナルドダック・クロニクル Vol.2 限定保存版』（DVD、ブエナ・ビスタ・ホーム・エンターテイメント、新吹き替え版）